# Liste Münchner Straßennamen/T

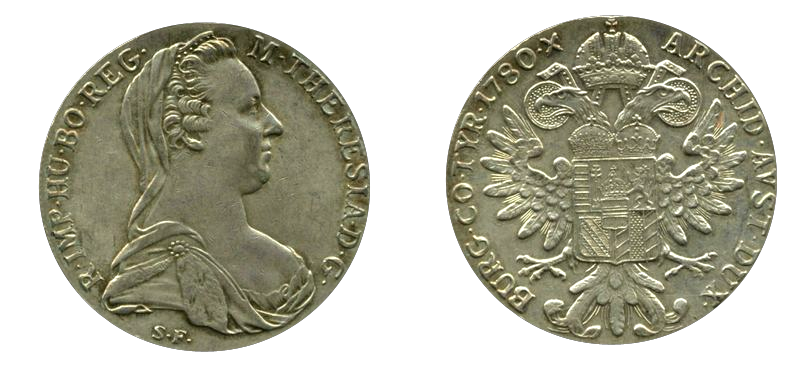
Maria-Theresien-Taler

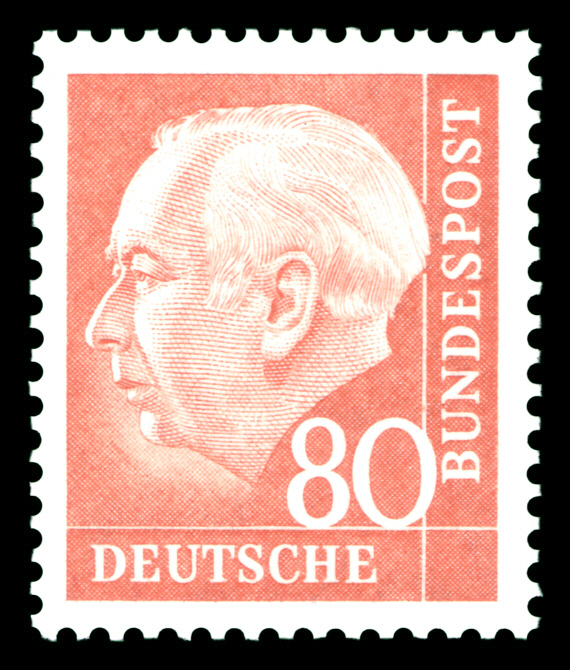
Theodor Heuss

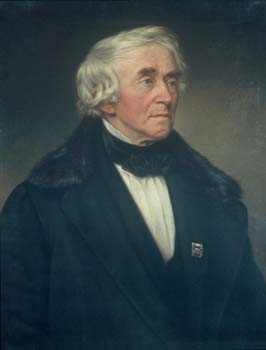
Friedrich Thiersch

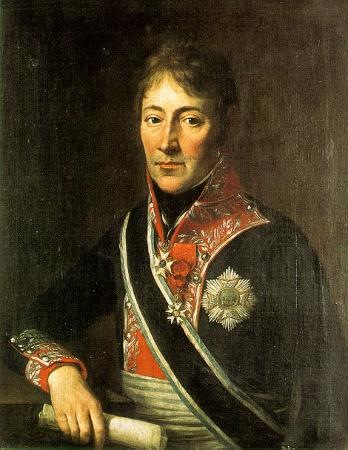
Johann Nepomuk von Triva

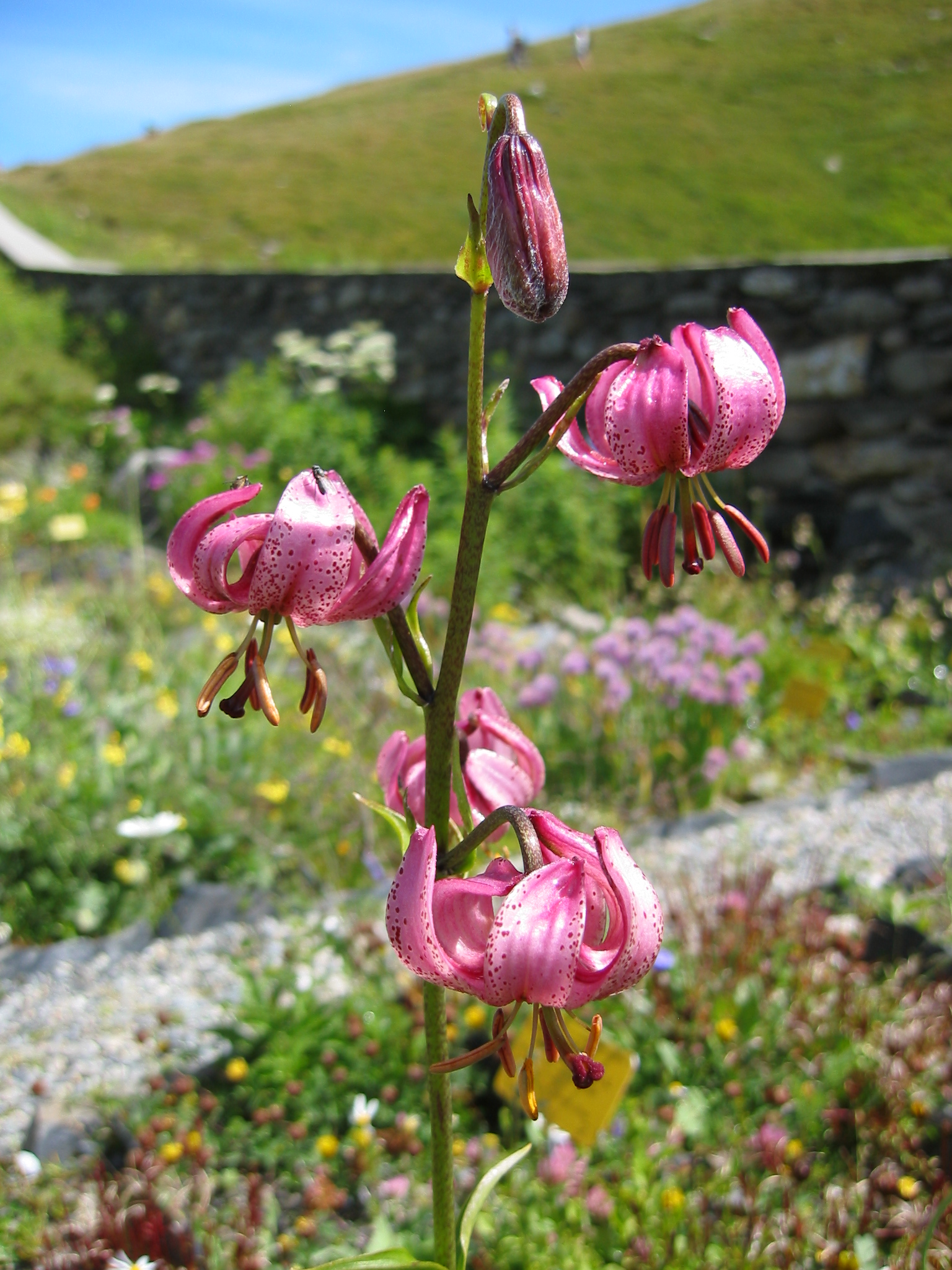
Türkenbund-Lilie

Die Liste Münchner Straßennamen listet Namen von Straßen und Plätzen der bayerischen Landeshauptstadt München auf und führt dabei auch die Bedeutungen und Umstände der Namensgebung an. Aktuell gültige Straßenbezeichnungen sind in Fettschrift angegeben, nach Umbenennung oder Überbauung nicht mehr gültige Bezeichnungen in Kursivschrift.
Aufgrund der großen Anzahl Münchner Straßennamen ist die Liste in alphabetisch sortierte Unterlisten aufgeteilt.
Taeutterstraße, Neuhadern
(1947) Friedrich Taeutter, im 14. Jahrhundert Mitglied des Äußeren Rates der Stadt München
Tagetesstraße, Hasenbergl
(1938) Tagetes, Pflanzengattung aus der Familie der Korbblütler
Taimerhofstraße, Oberföhring
(1988) alter Hofname
Taku-Fort-Straße, Waldtrudering
(1933) Taku-Forts, Festungen an der Mündung des Flusses Hai He (Peiho) in Nordostchina unweit von Peking
Tal, Altstadt
(vor 1253) von der Bevölkerung benannte tiefer gelegene Hauptstraße
Talerweg, Berg am Laim
(1934) Taler, Silbermünze
Tangastraße, Waldtrudering
(1933) Tanga, nördlichster Hafen der ehemaligen deutschen Kolonie Deutsch-Ostafrika, heute Tansania
Tannenfleckweg, Lochhausen
(2007) alter Flurname
Tannenstraße, Solln
1947 umbenannt in Hagenauerstraße
Tannenwaldstraße, Neuhadern
(1947) nahegelegenes Tannenwaldgebiet
Tannenweg, Obermenzing, Moosach
(1938) Tannen, Pflanzengattung in der Familie der Kieferngewächse
Tannhäuserplatz, Englschalking
(1933) Tannhäuser († ca. 1265), Minnesänger, Titelfigur der gleichnamigen Wagner-Oper
Tarnowitzer Straße, Daglfing
(1932) Tarnowitz, oberschlesische Stadt in Polen
Taschenthurmgasse,
(1835)
Taschnerstraße, Nymphenburg
(1947) Ignatius Taschner (1871–1913), deutscher Bildhauer, Medailleur, Grafiker und Illustrator
Tassiloplatz, Au
(um 1900) Tassilo, Name dreier bayerischer Könige: Tassilo I. († 610), Tassilo II. († um 719), Tassilo III. (um 741–796)
Tattenbachstrasse,
(1835)→Tattenbachstraße
Tattenbachstraße, Lehel
(1876) Tattenbach, altbayerisches Adelsgeschlecht
Tatzelwurmplatz,
Taubenhofweg, Mittersendling
(1966) Taubenhof, ehemaliges Anwesen in Mittersendling, 1885 abgebrochen
Taubenstraße, Au
(1898) Tauben, artenreiche Familie der Vögel
Taubertalstraße, Neuaubing
(1955) Tal entlang des Flusses Tauber in der Region Tauberfranken
Tauernstraße, Giesing
(1906) Tauern, Gebirgszug in den österreichischen Zentralalpen
Taulerstraße, Waldperlach
(1931) Johannes Tauler (um 1300–1361), deutscher Theologe, Mystiker und Prediger
Taunusstraße, Milbertshofen
(1925) Taunus, deutsches Mittelgebirge
Taxisstraße, Neuhausen
(1900) Franz von Taxis (um 1459–1517), Begründer des europäischen Postwesens
Teckstraße, Aubing
(1952) Burg Teck, Gipfelburg südlich der Stadt Kirchheim unter Teck in Baden-Württemberg
Tegelbergstraße, Harlaching
(1921) Tegelberg, Bergmassiv in den Ammergauer Alpen
Tegernseer Landstraße, Obergiesing, Untergiesing
(vor 1858) Tegernsee, Stadt am gleichnamigen See in Oberbayern
Tegernseer Platz, Obergiesing
(1990) siehe vorstehend
Tegernseergasse,
(1835)
Tegernseerlandstraße, Obergiesing, Untergiesing
(1876)→Tegernseer Landstraße
Tegernseerstraße,
(1876)
Teisendorfer Straße, Berg am Laim
(1925) Teisendorf, Marktgemeinde im Landkreis Berchtesgadener Land in Oberbayern
Telramundstraße, Bogenhausen
(1933) Friedrich von Telramund, Gestalt aus der Wagner-Oper Lohengrin
Templestraße, Moosach
(1947) Sabine von Temple († 1873), wohltätige Stifterin
Tengstraße, Maxvorstadt, Schwabing-West
(1894) Josef von Teng (1786–1837), bayerischer Jurist zwischen 1833 und 1837 Bürgermeister von München
Teplitzer Weg, Moosach
(1953) Teplitz-Schönau, Bezirksstadt in der nordböhmischen Region Aussig in Tschechien
Terhallestraße, Harlaching
(1963) Fritz Terhalle (1889–1962), deutscher Wirtschaftswissenschaftler, Hochschullehrer, bayerischer Finanzminister
Terlaner Straße, Giesing
(1929) Terlan an der Weinstraße, Gemeinde Südtirols im Etschtal
Terlaner Straße, Solln
1947 umbenannt in Franz-Hals-Straße
Terofalstraße, Blumenau
(1964) Xaver Terofal (1862–1940), deutscher Schauspieler und Theaterleiter
Teschener Straße, Forstenried
(1955) Teschen, Teil der polnisch-tschechischen Doppelstadt Cieszyn / Český Těšín in der Woiwodschaft Schlesien
Tessiner Straße, Fürstenried
(1960) Tessin, Kanton in der Schweiz
Tettnanger Straße, Aubing
( 1972) Tettnang, Stadt im Bodenseekreis in Baden-Württemberg
Teuchertstraße, Kirchtrudering
(1936) Franz Carl Freiherr von Teuchert (1900–1919), Oberleutnant im Freikorps Sengmüller, von Rotgardisten erschossen
Teufelsbergstraße, Aubing
(1947) Teufelsberg, Hügel mit Burgresten in der Aubinger Lohe in München
Teutoburger Straße, Untergiesing
(1899) Teutoburger Wald, Mittelgebirge in Niedersachsen und Nordrhein-Westfalen
Teutonenstraße, Bogenhausen
(1972) Teutonen, germanisches Volk der Antike
Thaddäus-Eck-Straße, Obermenzing
(1947) Simon Thaddäus von Eck (1514/15–1574), Rat und Kanzler in München, Halbbruder des bayerischen Theologen Johann von Eck
Thaddäus-Robl-Straße, Hasenbergl
(1947) Thaddäus Robl (1877–1910), deutscher Radrennfahrer
Thal,
(1835)→Tal
Thalanderlstraße, Obermenzing
(1947) Thalanderl, alter Hausname
Thalhoferstraße, Am Hart
(1927) Valentin Thalhofer (1825–1891), Professor für Pastoraltheologie
Thalkirchenstrasse,
(1835)
Thalkirchner Brücke, Thalkirchen, Siebenbrunn
(1904) Thalkirchen, ehemaliges Flößerdorf
Thalkirchner Platz, Thalkirchen
(1924) siehe vorstehend
Thalkirchner Straße, Isarvorstadt, Sendling
(1911) siehe vorstehend
Thannkirchener Weg, Harlaching
(1965) Thankirchen, Ortsteil der Gemeinde Dietramszell
Thea-Knorr-Straße, Allach-Untermenzing
(2021) Thea Knorr (1903–1989), Fliegerin
Theaterstraße,
(1835)
Theatinerstraße, Altstadt
(vor 1803) Theatiner, römisch-katholischer Männerorden
Theklastraße, Altstadt
(um 1881) Heilige Thekla von Kitzingen (* im 8. Jahrhundert; † um 790), Benediktinerin
Thelemannstraße, Harlaching
(1922) Heinrich von Thelemann (1851–1923), Jurist, Richter und letzter Justizminister des Königreichs Bayern
Thelottstraße, Hasenbergl
(1968) Johann Andreas Thelott (1655–1734), deutscher Goldschmied, Zeichner und Kupferstecher
Theo-Prosel-Weg, Schwabing-West
(1962) Theo Prosel (1889–1955), österreichischer Dichter, Humorist und Kabarettist
Theodolindenplatz, Harlaching
(1900) Theodolinde (um 570–627), Tochter des ersten Bayernherzogs Garibald I., langobardische Königin
Theodolindenstraße, Harlaching
(1900) siehe vorstehend
Theodor-Alt-Straße, Perlach
(1985) Theodor Alt (1846–1937), Maler
Theodor-Dombart-Straße, Schwabing
(1973) Theodor Dombart (1884–1969), deutscher Architekt, Hochschullehrer und Heimatforscher
Theodor-Fischer-Straße, Allach
(1947) Theodor Fischer (1862–1938), deutscher Architekt, Stadtplaner und Hochschullehrer
Theodor-Heuss-Platz, Neuperlach
(1973) Theodor Heuss (1884–1963), von 1949 bis 1959 deutscher Bundespräsident
Theodor-Kitt-Straße, Untermenzing
(1947) Theodor Kitt (1858–1941), deutscher Veterinärmediziner
Theodor-Kober-Straße, Riem
(1937) Theodor Kober (1865–1930), deutscher Luftfahrtingenieur und Zeppelin-Konstrukteur
Theodor-Lipps-Straße, Untermenzing
(1947) Theodor Lipps (1851–1914), deutscher Philosoph und Psychologe
Theodor-Storm-Straße, Pasing
(1938) Theodor Storm (1817–1888), deutscher Schriftsteller
Theodorparkstraße, Lehel
(1900) Theodorpark, erster amtlicher Name des Englischen Gartens in München
Therese-Danner-Platz, Neuhausen
(1997) Therese Danner (1861–1934), deutsche Kunstmäzenin und Gründerin der Danner-Stiftung
Therese-Giehse-Allee, Neuperlach
(1975) Therese Giehse (1898–1975), Schauspielerin
Therese-Studer-Straße, Schwabing-West
(2002) Therese Studer (1862–1931), Begründerin katholischer Arbeiterinnenvereine
Therese-von-Bayern-Straße, Perlach,
(2015) Therese von Bayern (1850–1925), Ethnologin, Zoologin, Botanikerin und Reiseschriftstellerin
Therese-Wagner-Straße, Freiham
(2020) Therese Wagner (1797–1858), Bierbrauerin, Unternehmerin, Besitzerin der Augustiner Brauerei
Theresienhöhe, Schwanthalerhöhe, Ludwigsvorstadt
(1880) Therese Charlotte Luise von Sachsen-Hildburghausen (1792–1854), durch ihre Heirat mit Ludwig I. seit 1825 Königin von Bayern
Theresienhöhe,
(1876)
Theresienstraße, Maxvorstadt
(1912) siehe vorstehend
Theresienwiese,
(1876)
Theresienwiese, Auf der,
(1835)
Thiemestraße, Schwabing
(1919) Carl von Thieme (1844–1924), deutscher Manager in der Versicherungswirtschaft, Mitbegründer der Münchener Rückversicherungs-Gesellschaft und der Allianz AG
Thiereckgäßchen,
(1879)
Thiereckgasse,
(1835)
Thiereckstraße, Altstadt
(vor 1781) Karl Thiereck, kurfürstlicher Rat und Schatzmeister
Thierlsteiner Straße, Aubing
(1947) Thierlstein, Ortsteil der Oberpfälzer Stadt Cham mit Schloss
Thierschplatz, Lehel
(1886) Friedrich Thiersch (1784–1860), deutscher Altphilologe und Pädagoge
Thierschstraße, Lehel
(1890) siehe vorstehend
Thierseestraße, Ramersdorf
( 1932) Thiersee, See in den Brandenberger Alpen in Tirol
Thomas-Dehler-Straße, Neuperlach
(1973) Thomas Dehler (1897–1967), von 1949 bis 1953 Bundesminister der Justiz
Thomas-Hauser-Straße, Kirchtrudering, Berg am Laim
(1933) Thomas Hauser (1845–1910), langjähriger Bürgermeister der ehemals selbständigen Gemeinde Trudering
Thomas-Mann-Allee, Bogenhausen
(1956) Thomas Mann (1875–1955), deutscher Schriftsteller und Nobelpreisträger
Thomas-Theodor-Heine-Weg, Hasenbergl
(1994) Thomas Theodor Heine (1867–1948), deutsch-schwedischer Maler, Zeichner, Gebrauchsgraphiker und Schriftsteller
Thomas-von-Kempen-Weg, Forstenried
(1959) Thomas von Kempen (um 1380–1471), Augustiner-Chorherr, Mystiker
Thomas-Wimmer-Ring, Altstadt-Lehel
(1964) Thomas Wimmer (1887–1964), deutscher Politiker der SPD, von 1948 bis 1960 Oberbürgermeister Münchens
Thomasiusplatz, Ramersdorf
(1939) Christian Thomasius (1655–1728), deutscher Jurist und Philosoph
Thomaßstraße, Daglfing
(1934) Karl Thomaß (1824–1917), Juwelier und Magistratsrat in München
Thorner Straße, Moosach
(1925) Thorn, eine der beiden Hauptstädte der polnischen Woiwodschaft Kujawien-Pommern
Thorwaldsenstraße, Neuhausen, Maxvorstadt
(1887) Bertel Thorwaldsen (1770–1844), dänischer Bildhauer und Medailleur
Thuillestraße, Obermenzing
(1947) Ludwig Thuille (1861–1907), österreichischer Komponist
Thuisbrunner Straße, Aubing
(1947) Thuisbrunn, Ortsteil der Stadt Gräfenberg und liegt in der Fränkischen Schweiz
Thujaweg, Freimann
(1950) Thuja (Lebensbaum), Pflanzengattung in der Familie der Zypressengewächse
Thurgaustraße, Fürstenried
(1960) Thurgau, ein deutschsprachiger Kanton im Nordosten der Schweiz
Thüringerstraße,
(1879)
Thürmerstraße, Moosach
(1947) Joseph Thürmer (1789–1833), deutscher Architekt, Zeichner und Radierer
Thurneyssenstraße, Laim
(1904) Johann Jakob Thurneyssen d. Ä. (1636–1718), Kupferstecher
Thurwieserstraße, Hasenbergl
(1960) Peter Karl Thurwieser (1789–1865), österreichischer katholischer Geistlicher, Meteorologe und Alpinist
Thusneldastraße, Untergiesing
(1914) Thusnelda (um 10 v. Chr.–17 n. Chr.), Tochter des Cheruskerfürsten Segestes und die Gemahlin des Cheruskerfürsten Arminius
Thusnelda-Lang-Brumann-Straße, Neuhausen
(2021) Thusnelda Lang-Brumann (1880–1953), Lehrerin und Politikerin
Thymianweg, Neuhadern
(1966) Thymian, Pflanzengattung innerhalb der Familie der Lippenblütengewächse
Tiepolostraße, Nymphenburg
(1904) Giovanni Battista Tiepolo (1696–1770), venezianischer Maler
Tierparkstraße, Thalkirchen, Siebenbrunn
(1914) verläuft entlang des Tierparkes Hellabrunn
Tillmannweg, Thalkirchen
(1957) Nikolaus Heinrich Tillmann (1852–1939), Oberbibliothekar in München
Tillystraße, Maxvorstadt
(1890) Johann T’Serclaes von Tilly (1559–1632), während des Dreißigjährigen Krieges Heerführer
Tilsiter Straße, Englschalking
(1931) Tilsit, ehemals ostpreußische Stadt, heute in der russischen Oblast Kaliningrad
Tintorettostraße, Nymphenburg
(1904) Jacopo Tintoretto (1518–1594), italienischer Maler
Tiroler Platz, Untergiesing-Harlaching
(1927) Tirol, Region in den Alpen im Westen Österreichs und Norden Italiens
Tirschenreuther Straße, Südgiesing
(1931) Tirschenreuth, Stadt in der Oberpfalz
Tischlerstraße, Großhadern, Fürstenried
(1962) Robert Tischler (1885–1959), deutscher Architekt
Tittastraße, Am Hart
(1934) Josef Titta (1863–1923), Gründer und Obmann des Deutschen Volksrates für Böhmen und nationaler Vorkämpfer für die Rechte der Deutschen in Böhmen und Mähren
Tittmoninger Straße, Bogenhausen
(1931) Tittmoning, Stadt im oberbayerischen Landkreis Traunstein
Titurelstraße, Bogenhausen
(1965) Titurel, Figur aus Richard Wagners Oper Parsifal
Tivolibrücke, Schwabing, Lehel
(um 1897) Zum Tivoli, ehemalige Gartenwirtschaft (bestehend bis 1923), Namensgeber auch für das Stadtviertel Tivoli
Tivolistraße, Schwabing, Lehel
(1897) siehe vorstehend
Tizianplatz, Nymphenburg
(1904) Tizian (um 1488–1576), führender Vertreter der venezianischen Malerei
Tizianstraße, Neuhausen-Nymphenburg
(1900) siehe vorstehend
Todtnauer Weg, Neutrudering
(1972) Todtnau, Stadt im Südschwarzwald in Baden-Württemberg
Toemlingerstraße, Neuhadern
(1947) Toemlinger, Münchner Patrizierfamilie
Töginger Straße, Bogenhausen, Trudering-Riem
(1962) Töging am Inn, Stadt im oberbayerischen Landkreis Altötting
Togostraße, Waldtrudering
(1933) Togo,  Staat in Westafrika, ehemalige deutsche Kolonie
Tollkirschenweg, Lerchenau
(1948) Tollkirsche, Gattung aus der Familie der Nachtschattengewächse
Tölzer Straße, Obersendling
(1901) Bad Tölz, Kurstadt in Oberbayern
Tomannweg, Berg am Laim
(1960) Josef Tomann-Riegerbauer, wohltätiger Stifter
Toni-Berger-Straße, Lochhausen
(2007) Toni Berger (1921–2005), bayerischer Volksschauspieler
Toni-Merkens-Weg, Milbertshofen
(1971) Toni Merkens (1912–1944), Weltmeister im 1000-m-Malfahren, deutscher Meister im Tandem 1936 und Olympiasieger im 1000-m-Malfahren bei den Olympischen Spielen 1936 in Berlin
Toni-Pfülf-Straße, Lerchenau
(1963) Toni Pfülf (1877–1933), deutsche Politikerin
Toni-Schmid-Straße, Gartenstadt Trudering
(1933) Toni Schmid (1909–1932), deutscher Bergsteiger
Torgauer Straße, Moosach
(1989) Torgau, Stadt in Sachsen
Torquato-Tasso-Straße, Milbertshofen
(1910) Torquato Tasso (1544–1595), italienischer Dichter
Törringstraße, Bogenhausen
(1897) Törring, ehemaliges Hochadelsgeschlecht aus Oberbayern
Torriweg, Obermenzing
(1958) Pietro Torri (um 1650–1737), italienischer Komponist
Törwanger Straße, Ramersdorf
(1945) Törwang, Gemeinde am Samerberg
Traberstraße, Daglfing
(1930) Trabrennbahn Daglfing in der Nachbarschaft
Trainsjochstraße, Berg am Laim
(1927) Trainsjoch, Berg im Mangfallgebirge auf der Grenze zwischen Bayern und Tirol
Trakehner Platz, Englschalking
(1931) Trakehnen, ostpreußische Siedlung, seit 1946 im Rajon Nesterow, Oblast Kaliningrad, Russland
Traminer Straße, Giesing
(1934) Tramin, Gemeinde in Südtirol
Trappentreustraße, Schwanthalerhöhe
(1897) Johann Baptist Trappentreu (1805–1883), Münchner Bierbrauer und Wirt
Trappentreutunnel, Schwanthalerhöhe
(1983) siehe vorstehend
Tratzbergstraße, Neuhadern
(1951) Schloss Tratzberg im Inntal, Tirol
Traubestraße, Schwabing
(1927) Ludwig Traube (1861–1907), deutscher klassischer Philologe, Mediävist und Paläograph
Traubinger Straße, Obersendling
(1921) Traubing, Ortsteil der Gemeinde Tutzing und Gemarkung im oberbayerischen Landkreis Starnberg
Trauchbergstraße, Obergiesing
(1960) Trauchberg, Höhenzug im oberbayerischen Pfaffenwinkel
Trauerstraße,
(1876)
Traunreuter Straße, Ramersdorf
(1966) Traunreut, Stadt im oberbayerischen Landkreis Traunstein
Traunseestraße, Pasing
(1957) Traunsee im Salzkammergut, Oberösterreich
Traunsteiner Straße, Obergiesing
(1906) Traunstein, Stadt im Regierungsbezirk Oberbayern
Traunstraße, Berg am Laim
(1934) Traun, rechter Zufluss der Alz bei Altenmarkt an der Alz, Landkreis Traunstein, Bayern
Trausnitzstraße, Berg am Laim
(1913)
Burg Trausnitz, Burganlage in Landshut
Burg Trausnitz im Tal, Burganlage am südlichen Ortsrand von Trausnitz
Trautenwolfstraße, Schwabing
(1898) Ägidius Trautenwolf, Münchner Glasmaler im 15. Jahrhundert, u. a. Fenster der Frauenkirche
Trautmannstraße, Mittersendling
(1907) Karl Trautmann (Kulturhistoriker) (1857–1936), deutscher Kulturhistoriker und Theaterwissenschaftler
Trautnerstraße, Pasing
(1956) Fritz Trautner (1864–1939), Oberbaurat
Trautweinstraße, Sendling-Westpark
(1934) Karl Trautwein (1833–1894), Buchhändler, Mitbegründer des Deutschen Alpenvereins
Treffauerstraße, Mittersendling
(1946) Treffauer, Gipfel im Kaisergebirge in Tirol
Treitschkestraße, Moosach
(1960) Heinrich von Treitschke (1834–1896), deutscher Historiker, politischer Publizist und Mitglied des Reichstags
Trenkleweg, Am Hart
(1978) Rudolf Trenkle (1881–1968), erster Vorsitzender des Bayerischen Landesverbandes für Obst- und Gartenbau
Tribulaunstraße, Neuperlach
(1931) Tribulaun, vier benachbarte Gipfel in den Stubaier Alpen in Tirol
Triebstraße, Moosach
(1913) Verlauf der Straße zu den Gemeindewiesen in Moosach, diente früher als Treibweg für das Vieh
Triester Straße, Ramersdorf
(1927) Triest, Hafen- und Großstadt in Norditalien an der Adria
Trifelsstraße, Ramersdorf
(1931) Reichsburg Trifels, Felsenburg im südlichen Pfälzerwald, Rheinland-Pfalz
Triftgang,
(1835)
Triftgarten,
(1876)
Triftstraße, Lehel
(um 1880) ehemaliger Triftkanal zur Holzbeförderung
Trimburgstraße, Aubing
(1947) Trimburg, Ruine einer mittelalterlichen Höhenburg östlich des gleichnamigen Ortes in Unterfranken im Landkreis Bad Kissingen
Trischbergerweg, Mittersendling
(1955) Balthasar Trischberger (1721–1777), deutscher Baumeister des Barock
Tristanstraße, Schwabing
(1899) Tristan, Hauptfigur aus der mittelalterlichen Erzählung Tristan und Isolde, auch Grundstoff für die gleichnamige Wagner-Oper
Trivastraße, Neuhausen
(1900) Johann Nepomuk von Triva (1755–1827), bayerischer General und Kriegsminister
Trixlweg, Allach
(1959) Johann Trixl, Maurermeister in Allach
Trockenstädelweg, Johanneskirchen
(1988) Trockenstädel zur Trocknung von Ziegeln vor dem Brennen
Trogerstraße, Bogenhausen, Haidhausen
(1893) Simon Troger (1693–1768), Elfenbeinschnitzer
Trojanostraße, Nymphenburg
(1900) Massimo Trojano († nach April 1570), italienischer Komponist und Dichter
Trollblumenstraße, Lerchenau
(1947) Trollblume, Pflanzengattung in der Familie der Hahnenfußgewächse
Troppauer Straße, Am Hart
(1964) Troppau, Stadt in der Mährisch-Schlesischen Region in Tschechien
Trostberger Straße, Ramersdorf
(1929) Trostberg, Stadt im oberbayerischen Landkreis Traunstein
Truchthari-Anger, Kirchtrudering
(1933) Sippe Truchthari, von der auch die Ortsbezeichnung Trudering abgeleitet ist
Truderinger Straße, Englschalking, Berg am Laim, Trudering
(1913) Trudering, ehemals selbständige Gemeinde im Osten Münchens, 1932 eingemeindet
Trumppstraße, Untermenzing
(1947) Ernst Trumpp (1828–1885), deutscher Sprachforscher und Orientalist**
Tschaikowskystraße, Obermenzing
(1956) Pjotr Iljitsch Tschaikowski (1840–1893), russischer Komponist
Tsingtauer Straße, Waldtrudering
(1933) Tsingtau, ehemalige deutsche Kolonie
Tubeufstraße, Allach
(1947) Carl von Tubeuf (1862–1941), deutscher Forstwissenschaftler, Pflanzenpathologe und Professor für Anatomie, Physiologie und Pathologie der Pflanzen
Tübinger Straße, Sendling-Westpark
(1952) Tübingen, Universitätsstadt in Baden-Württemberg
Tucheler-Heide-Straße, Bogenhausen
(1961) Tucheler Heide, große Wald- und Heidelandschaft in der Nähe von Tuchola (Tuchel) in der nordpolnischen Woiwodschaft Kujawien-Pommern
Tuchelstraße,
Tucholskystraße, Neuperlach
(1971) Kurt Tucholsky (1890–1935), deutscher Journalist und Schriftsteller
Tulbeckstraße, Schwanthalerhöhe
(1878) Tulbeck, Münchner Patrizierfamilie
Tüllesamstraße, Am Hart
(1937) Tüllesam, Münchner Handwerkerfamilie
Tullingerstraße, Kaltherberg
(1937) Tullinger, Münchner Handwerkerfamilie
Tulpenweg, Obersendling
(1919) Tulpen,  Pflanzengattung in der Familie der Liliengewächse
Tumblingerstraße, Isarvorstadt, Sendling
(1877) Michael Tumblinger, Metzger- und Zunftmeister in München, nach der Sage Initiator des Metzgersprunges in München
Turfstraße, Daglfing
(1930) Turf (englisch für Torf, Rasen oder Grasnarbe), von der englischsprachigen Wortbedeutung übertragen auf Pferderennbahn
Türkenbundweg, Kleinhadern
(1947) Türkenbund, Pflanzenart aus der Gattung der Lilien
Türkengraben,
(1835)
Türkenstraße, Maxvorstadt
(1812) Verlauf entlang des unvollendeten Kanals, im Volksmund Türkengraben, der als Teilabschnitt eines Kanalsystems die Münchner Residenz mit Schloss Nymphenburg, Schlossanlage Schleißheim und Schloss Dachau verbinden sollte; wurde angeblich von Gefangenen aus den Türkenkriegen ausgehoben
Turmfalkenweg, Obermenzing
(1987) Turmfalke, häufigster Falke in Mitteleuropa
Turnerstraße, Waldtrudering
(1933) nach einem früheren Turnplatz
Tuttlinger Straße, Laim
(1912) Tuttlingen, Stadt im Süden Baden-Württembergs
Tutzinger Straße, Mittersendling
(1904) Tutzing, Gemeinde im oberbayerischen Landkreis Starnberg